# Brad Bird
Phillip Bradley «Brad» Bird (født 11. september 1957 i Kalispell, Montana i USA) er en Oscar-nomineret, amerikansk filminstruktør og animationsfilmskaber for Disney/Pixars kritikerroste De Utrolige (2004) og Ratatouille (2007), der begge gav ham en Oscar i kategorien Bedste Animation, samt nomineringer i kategorien Bedste Originale Manuskript. Han er også medlem af Pixars hovedkerne kaldet The Brain Trust. Derudover har han også instrueret filmene Drengen og Jernkæmpen (1999), Mission Impossible - Ghost Protocol (2011) og Tomorrowland (2015).

## Filmografi

### Animator
- The Plague Dogs (1982)

### Instruktør
- Family Dog (1987)
- Drengen og Jernkæmpen (1999)
- De Utrolige (2004)
- Jack-Jack Attack (kortfilm, 2005)
- Ratatouille (2007)
- Mission Impossible - Ghost Protocol (2011)
- Tomorrowland (2015)
- De Utrolige 2 (2018)

### Manuskriptforfatter
- Family Dog (1987)
- *batteries not included (1987)
- Drengen og Jernkæmpen (1999)
- De Utrolige (2004)
- Ratatouille (2007)
- Tomorrowland (2015)
- De Utrolige 2 (2018)

### Skuespiller
- De Utrolige (2004) - Edna Mode (stemmme)
- Ratatouille (2007) - Ambrister Minion (stemme)
- De Utrolige 2 (2018) - Edna Mode (stemmme)